# Семейная психотерапия
Семейная психотерапия — это раздел психотерапии, ориентированный на семьи и пары в близких отношениях с целью содействия изменениям и развитию.
Различные школы семейной терапии разделяют общее убеждение, что независимо от происхождения проблемы и независимо от того, считают ли клиенты её «индивидуальной» или «семейной» проблемой, вовлечение семей в решение часто приносит пользу клиентам. Такое вовлечение семей обычно достигается путём их непосредственного участия в сеансе терапии. Таким образом, навыки семейного психотерапевта включают способность влиять на разговоры таким образом, чтобы катализировать сильные стороны, мудрость и поддержку более широкой системы.

## История дисциплины
Можно утверждать, что семейная терапия как отдельная профессиональная практика в западных культурах берёт свое начало в движениях социальной работы XIX века в Соединенном Королевстве и Соединенных Штатах.